# Peter McIntyre (évêque)
Pour les articles homonymes, voir Peter McIntyre.
Monseigneur Peter McIntyre (29 juin 1818 – 30 avril 1891) fut le troisième évêque de Charlottetown.
Né à Cable Head, île-du-Prince-Édouard, le 29 juin 1818, et ordonné à Québec le 26 février 1843, il fut nommé le 8 mai 1860 évêque de Charlottetown et reçut la consécration le 15 août suivant des mains de l'archevêque Connolly, assisté des évêques d'Arichat et de Saint-Jean. 
Il assista au concile du Vatican et visita la Terre sainte en 1869. En 1890, il se rendit encore à Rome, demanda et obtint de Léon XIII un coadjuteur. Il mourut subitement le 30 avril 1891 à Antigonish, où il était arrivé quelques heures auparavant en visite chez l'évêque Cameron. Il fut inhumé le 4 mai dans la cathédrale de Charlottetown.